# Немања Ахчин
Немања Ахчин (Панчево, 7. април 1994) је српски фудбалер.